# مازندرانی گالشی
گویش گالشی یا گالشی مازندران یا گویش گالشی مازندران یا طبری گالشی گویشی از زبان مازندرانی می‌باشد که از شرقی‌ترین نواحی کوهستانی مازندران تا تنکابن گویش می‌شود. گالش‌هایی که در کوهستان مازندران زندگی می‌کنند به گویش گالشی از زبان مازندرانی سخن می‌گویند. گویش گالشی گونه ای از زبان طبری می باشد.
زبانی که گالش‌ها در مازندران به آن زبان گالشی می‌گویند با زبانی که گالش‌های گیلان در شرق گیلان به آن گالشی می‌گویند متفاوت می‌باشد. گلاتولوگ گویش گالشی مازندران را گویشی از زبان مازندرانی معرفی می‌کند. گیتی شکری گویش گالشی را گویشی از زبان مازندرانی معرفی می‌کند.

## نام گویش
گویشوران گویش گالشی خود را گالش یا کوهی می‌نامند و زبان خود را گالشی می‌نامند. زبانی که گالش‌ها در مازندران به آن زبان گالشی می‌گویند با زبانی که گالش‌های گیلان در شرق گیلان به آن گالشی می‌گویند متفاوت می‌باشد.

## نمونه گویش گالشی مازندران
متن زیر به گویش گالشی منطقه دودانگه ساری می‌باشد:
| فارسی معیار | گویش گالشی مازندران | گویش گالشی مازندران (لاتین) |
| --- | --- | --- |
| بنده علی خورشیدیان، گالش هستم. من عرض کنم امسال نود سال دارم. رضا قلدر آمد از دست احمدشاه پادشاهی را گرفت و او را راهی خارج کرد. من پانزده سال داشتم حالا حساب کن. | بَندِ علی خورشیدیان، گالِش هَسِمه. مِن اَرز هاکِنم امسال نود دارِمبه. رضا قُلدُر بیَموئه احمدشا دَس جِه شایی رِ بَیته وِرِ رایی هاکِرده خارجه. مِن پُنزَ سال داشتِمه اِسا حساب هاکِن. | bande ali xoršidiân, gâleš hasseme. men arz hâkenem emsâl naved dârembe. reza qoldor biamue ahmad šâ-e das-je šâi-re baite o vere râi hâkerde xâreje. men ponza sâl dâšteme esâ hesâb hâken. |